# Declan Galbraith
Pour les articles homonymes, voir Galbraith.
 (décembre 2014).
Le contenu est difficilement compréhensible vu les erreurs de traduction, qui sont peut-être dues à l'utilisation d'un logiciel de traduction automatique.
 (septembre 2017).
Si vous disposez d'ouvrages ou d'articles de référence ou si vous connaissez des sites web de qualité traitant du thème abordé ici, merci de compléter l'article en donnant les références utiles à sa vérifiabilité et en les liant à la section « Notes et références ».
Declan Galbraith (né le 19 décembre 1991 à Hoo St Werburgh, Kent) est un chanteur anglais d'origine écossaise et irlandaise. Lui et sa famille habitent à Hoo, un village près de Rochester, Kent. Son grand-père "Poppy Ben", faisant anciennement partie d'un orchestre, jouait de plusieurs instruments. Il emmenait Declan aux Fleadhs (festivals irlandais) il y participait et l'explosif mixage d'Ecossais et de musiques traditionnelles Irlandaises influencèrent Declan qui s'en inspire beaucoup maintenant. Declan est connu pour le contrôle et la précision de sa voix, ce qui l'aide pour interpréter des chansons de divers genres.

## Biographie
Sa première performance publiquement reconnue a eu lieu à l'âge de sept ans, quand il a participé au Festival Dickens Rochester annuel où les gens s'habillaient comme à l'époque victorienne (XIXe siècle) pour célébrer la vie de Charles Dickens et ses relations avec la ville de Rochester. Ce fut quelques années après qu'il commença à participer aux spectacles de nouveaux talents locaux où, une année il gagna 15 compétitions et plus de £ 1 000.
À la suite de ces victoires, des sociétés d'enregistrement très importantes ont bientôt remarqué le talent de Declan pour le chant et signaient rapidement son premier contrat d'enregistrement. Son premier enregistrement était une version de Walking in the Air, qui est sorti sur un CD spécial Noël auquel Westlife, Elton John et Elvis Presley ont participé. Son premier album qui s'intitulait "Declan" est sorti le 22 septembre 2002 chez EMI. Il s'agissait de quelques chansons irlandaises ainsi que de standards pops. Ce fut un succès au Royaume-Uni et en Irlande. Il était à "l'Odyssée de Belfast", en décembre 2002 où il a chanté Tell Me Why en direct avec environ 10 000 enfants et a été aussi simultanément relié, par la radio et le satellite, avec plus de 80 000 enfants et leurs écoles partout dans le Royaume-Uni, qui l'ont accompagné dans la réalisation de la plus grande chorale chantante au monde. Le 29 mars 2003 Declan est apparu comme "Le meilleur jeune interprète international" au "Twenty-Fourth Annual Young Artist Awards". Il a participé au Jubilé d'or de la Reine Élisabeth II à la Cathédrale Saint-Paul de Londres, où il a chanté "Amazing Grace" accompagné par le chœur de Saint-Paul et à un concert d'Elton John où au moins 22 000 spectateur étaient présents.
Deux apparitions à la télévision allemande ont permis à Declan, par l'intermédiaire des Médias du géant médiatique allemand Pro7/Sat1, de remporter sa nouvelle étiquette record : la montre d'Étoile, distribuée par Warner bros Records. En coopération avec le producteur Ully Jonas, l'album résultant,"Thank You", a été publié le 1er décembre 2006 et contient beaucoup de chansons préférées et personnelles de Declan incluant "An angel" qui fut un grand succès en Allemagne; qui a été écrit par Kelly Family. "Thank You" a été classé #5 sur Top 40 Allemand en 2006 et album d'or en avril 2007. Il a longtemps été détesté par les fans de Kelly Family, certains jugeant qu'il avait volé leurs chansons.
Il a récemment commencé à apprendre à jouer du piano et de la guitare et à écrire ses propres chansons. C'est en réalité son manager qui lui avait acheté sa première guitare. Jouer de la guitare était son plus grand rêve. Maintenant il pratique chaque jour. Dans son nouveau CD, "You and me", il a écrit sa toute première chanson, "Moody Blues". "You and me" est vraiment différent parce qu'il combine les pays et lui donne un son plus moderne. Il dit, "Il aurait été trop radical d'aller de "Thank You", qui était toutes des reprises, à de nouvelles chansons". Donc il a décidé de créer une combinaison de reprises et nouvelles chansons sur son nouveau CD "You and me". Il dit qu'il est très heureux avec son nouvel album parce que c'est plus le style de musique qu'il aime et écoute et voudrait chanter. 
Il a récemment voyagé en Chine et est devenu très populaire partout en Europe au cours des années. Il est apparu sur le documentaire de Louis Theroux. En juillet 2010 il a participé à la tournée de Route 66, qui fut sa dernière en tant que chanteur, puisqu'il a décidé de se consacrer davantage à ses études auxquelles il avait renoncé à l'âge 14 ans en raison de sa carrière musicale. Après les avoir terminées, il affirme qu'il reviendra avec de nouveaux albums et qu'il se consacrera entièrement à ses fans et à sa musique. Il espère que ses fans le comprennent dans le choix difficile qu'il a dû faire. Declan est installé désormais en Allemagne, où il connut son premier succès.
Il fait son retour au printemps 2012 avec de nouvelles chansons disponibles sur Soundcloud. Il propose également une nouvelle version de sa chanson « Tell Me Why » en duo avec la jeune chanteuse Dou Dou.
Depuis 2015 , il se produit egalement sous le nom d'artiste : Child of Mine .

## Discographie
Albums
- Declan (2002) #44 en Angleterre
- Thank You (2006) #5 en Allemagne
- You and me (2007) #33 en Allemagne

Singles
- Tell me why (2002) (#29 en Angleterre)
- An Angel (2006)
- Love of my life (2006) (#55 en Allemagne)
- Ego You (2007)